# Liczby dualne
Liczby dualne – wyrażenia postaci {\displaystyle z=a+b\varepsilon ,} gdzie {\displaystyle a,b\in \mathbb {R} } oraz {\displaystyle \varepsilon ^{2}=0} ({\displaystyle \varepsilon } jest nilpotentem).

## Konstrukcja
Liczby dualne można ściśle zdefiniować jako zbiór par liczb rzeczywistych tj. {\displaystyle \mathbb {R} \times \mathbb {R} } z następującymi dwoma działaniami:
{\displaystyle (a,b)\oplus (c,d)=(a+c,b+d),}
{\displaystyle (a,b)\otimes (c,d)=(ac,ad+bc).}
Para {\displaystyle (1,0)} jest elementem neutralnym mnożenia {\displaystyle \otimes } oraz {\displaystyle (0,1)^{2}=(0,0).}
Jest to więc pierścień przemienny z jedynką i z dzielnikami zera. Dzielniki zera mają tutaj postać {\displaystyle (0,b),\quad b\neq 0,}   bowiem
{\displaystyle (0,b)\otimes (0,b)=(0,0).}
Ponieważ {\displaystyle (1,0)} i {\displaystyle (0,1)} są niewspółmierne, więc analogicznie do liczb zespolonych otrzymać można następującą postać kanoniczną:
{\displaystyle (a,b)=(a,0)+(0,b)=a+b\varepsilon } gdzie {\displaystyle \varepsilon =(0,1).}
Dla liczby dualnej niebędącej dzielnikiem zera tj. {\displaystyle c+d\varepsilon ,\quad c\neq 0} istnieje odwrotność. Jej znajdowanie trochę przypomina proces znajdowania odwrotności liczb zespolonych – ułamek rozszerza się przez liczbę sprzężoną do mianownika:
{\displaystyle (c+d\varepsilon )^{-1}={\frac {1}{c+d\varepsilon }}={\frac {c-d\varepsilon }{(c+d\varepsilon )(c-d\varepsilon )}}={\frac {c-d\varepsilon }{c^{2}+cd\varepsilon -cd\varepsilon -d^{2}\varepsilon ^{2}}}={\frac {c-d\varepsilon }{c^{2}+0}}={\frac {1}{c}}-{\frac {d}{c^{2}}}\varepsilon .}
Pierścień liczb dualnych można zanurzyć izomorficznie w pierścieniu macierzy stopnia 2:
{\displaystyle a+b\varepsilon \leftrightarrow {\begin{pmatrix}a&b\\0&a\end{pmatrix}}.}
w szczególności
{\displaystyle \varepsilon \leftrightarrow {\begin{pmatrix}0&1\\0&0\end{pmatrix}}.}

## Różniczkowanie
Mając dany wielomian o współczynnikach rzeczywistych {\displaystyle P(x)=p_{0}+p_{1}x+p_{2}x^{2}+\ldots +p_{n}x^{n},} można rozszerzyć jego dziedzinę do liczb dualnych. Łatwo dowieść, że {\displaystyle P(a+b\varepsilon )=P(a)+bP'(a)\varepsilon ,} gdzie {\displaystyle P'} jest pochodną {\displaystyle P.}
Ta zależność pozwala określić elementarne funkcje przestępne na liczbach dualnych:
{\displaystyle f(a+b\varepsilon )=f(a)+bf'(a)\varepsilon .}